# Вестфалия (герцогство)
Герцогство Вестфалия (нем. Herzogtum Westfalen) — историческая территория Священной Римской Империи, возникшая в 1180 году. Находилась на территории региона Вестфалия, входившего в состав племенного герцогства Саксония. Управлялось Кёльнским курфюршеством вплоть до 1803 года. В этом же (1803 г.) году Заключительное постановление имперской депутации секуляризовало архиепископство, передав герцогство Вестфалия ландграфству Гессен-Дармштадт.

## География
Герцогство примерно занимало территорию современных немецких районов Ольпе и Хохзауэрланд, а также прилегающие территории Зоста и Меркиша (Менден и Бальве), с 1507 года в качестве анклава был Фолькмарзен (ранее принадлежавший княжеству-аббатству Корвей). Город Зост перешёл к герцогству Клёве-Марк после осады в 1449 году.
Герцогство граничило с выделенными из Саксонии княжеством-епископством Мюнстер (с севера за рекой Липпе) и княжеством-епископством Падеборн (северо-восток), на юге гранича с возникшими на территории Франконии ландграфством Гессен, графством Нассау и княжеством Вальдек. Расположенные на западе рейнское герцогство Берг и вестфальское графство Марк были естественными препятствием для контактов с Кёльном по суше и реке Нижнему Рейну.
Вестфальское герцогство составляло большую часть территории Кёльнского курфюршества. Большая часть земель региона в основном состояла из гористых и лесистых районов с некоторыми значительными залежами металлов и соли, за исключением находившейся к северу от горного хребта Хаар плодородной местности Хельвег-Бёрде. Маршрут Хеллвег, соединявший города Верль, Гезеке и Эрвитте, являлся частью важного торгового пути от Аахена к Гослару.

## История
Вместе с Ангрией и Остфалией входила в состав древнего Саксонского герцогства, после саксонских войн Вестфалия была крещена усилиями кёльнских архиепископов. Первые церковные приходы были основаны к востоку от реейнских владений вокруг Зоста, где архиепископы расширяли подвластную территорию. Основание многочисленных монастырей стабилизировало власть курфюрстов в регионе.

### Создание герцогства (1102—1180)
На Падерборнском имперском собрании в 777 году Карл Великий делегировал христианизацию Зауэрланд до Зигена и восточной части региона Хельвег архиепископам Кельна. По размерам эта территория с центром в Зосте подходила для основания собственной епархии. Однако архиепископы предпочитали оставить эту территорию непосредственно под своим церковным управлением, так что Кельнская архиепископия простиралась от Рейнской области до южной Вестфалии. К северу от Липпе с ней граничила Мюнстерская епархия, на востоке, возле Гезеке — Падерборнская епархия, на юге — Майнцская архиепархия.
Миссия из Кельна положила начало ранней церковной организации. Среди первоначальных приходов были Зост и Вормбах недалеко от Шмалленберга или Хюстена.
С основанием церквей были связаны многочисленные дарения поместий от знати и королей для оснащения церквей, содержания священников и, таким образом, для поддержания христианского культа. В результате архиепископы Кельна вскоре приобрели значительное влияние в регионе как духовные лидеры. Часть пожертвований шла на снабжение монастырей и монастырей. В 1014 году архиепископ взял на себя охрану канонического монастыря Гезеке, в 1072 году по его инициативе зигбургскими монахами был основан монастырь Графшафт, монастырь Бределар был основан в 1170 году. Основание монастырей также способствовало укреплению позиций Кельна в Вестфалии. Кроме того, значительная часть поместий оставалась под прямым контролем архиепископа, около 1100 года ему принадлежала обширной собственностью в Зосте и его окрестностях, Кёрне (недалеко от Дортмунда), Белеке, Рекклингхаузене, Мендене, Хагене, Швельме, Медебахе и Ольпе. Некоторые из этих прав (Швельм, Дортмунд, Хаген) позже были утрачены, остальная часть легла в основу территориального развития архиепископства в Вестфалии в эпоху высокого средневековья.
В ходе борьбы за инвеституру архиепископ Фридрих I в 1102 году оккупировал половину территории графства Арнсберг, владелец которого поддерживал императора Генриха IV. Другие светские правители в регионе не могли противостоять влиянию архиепископства, и вскоре им были захвачены графства Верль и Рютен и Фольмарштайн (около города Веттер). Бывшие графы Верля создали меньшее по территории графство Верль-Арнсберг, которое было продано курфюршеству в 1368 году. После поражения герцога Саксонии Генриха Льва в 1180 году, император Фридрих II передал Филиппу I эти территории и юго-запад герцогства Саксония в качестве герцогства Вестфалия.

#### Появление и формирование до 1368 года

Герцогство Вестфалия в 1235 г.

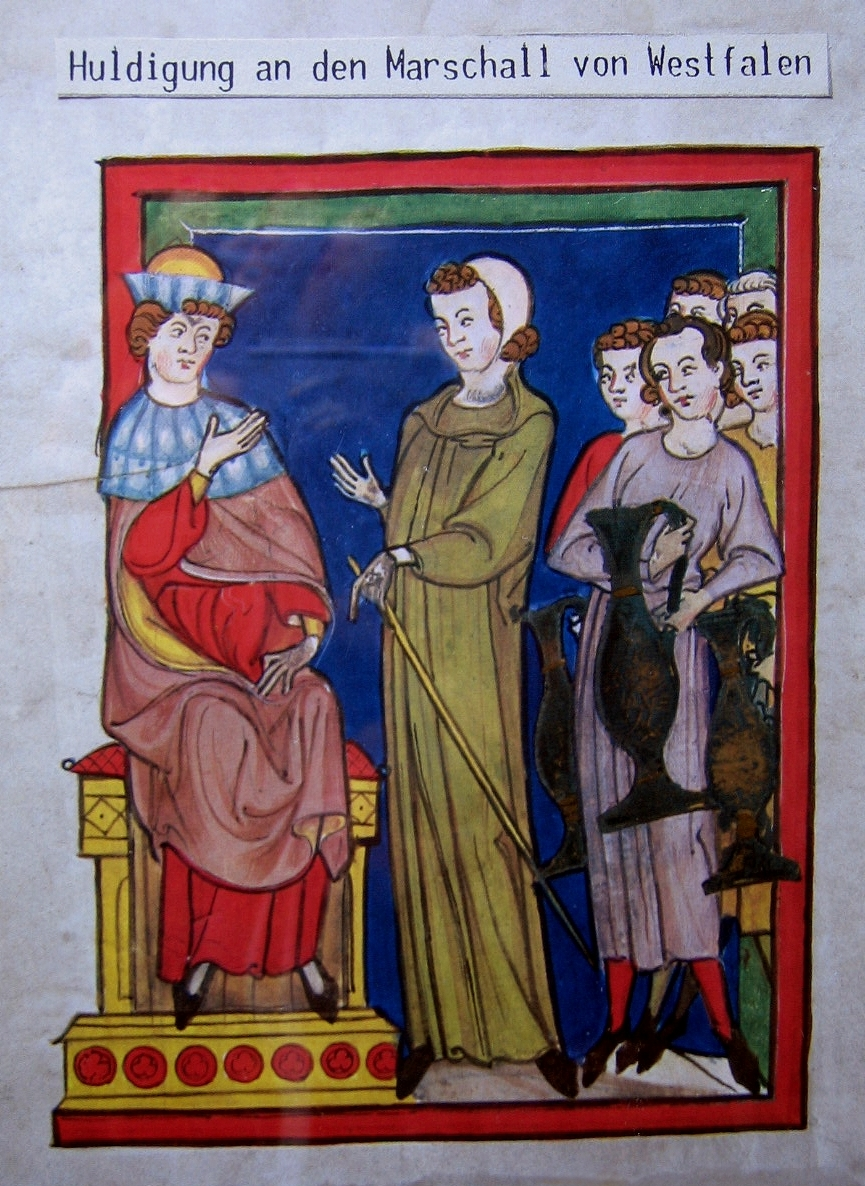
Посвящение маршалла Вестфалии (Soester Nequambuch).

С XII века в борьбе с местной знатью архиепископами Кёльна строились или покупались замки (например, в 1100 году Вольмарштайн возле Веттера (Рур) и в 1120 году замок Падберг возле Марсберга). Ослабление графов фон Верль и графства Арнсберг имело решающее значение для возможности экспансии в Вестфалии. В 1102 году архиепископ Фридрих I купил Хахен близ Зундерна и Верля у графов фон Верля. Кроме того, в начале XII века после неудачной войны с архиепископством граф Арнсберга Фридрих был вынужден отказаться от половины своего графства в пользу Кельна. Позже за этим последовало приобретение Рютена и графства Вольмарштайн вместе со Швельмом и Хагеном. В 1164 году город Арнсберг был снова завоеван архиепископом Райнальдем фон Дасселем, граф Генрих признал себя его вассалом.
Долгое время у архиепископов не было прав в регионе, кроме индивидуальных владений. При Оттоне I, который также был герцогом Саксонии, восточные части Саксонии была передана Биллунгам. Права к югу от реки Липпе оставались у королей из Саксонской династии. Графы фон Верль считали себя представителями герцога в этой области, чему способствовали родственные связи с императорской семьей. После пресечения династии Оттонов герцогские права в этой части Саксонии не были никому переданы, Биллунги безуспешно претендовали на власть над герцогством. Лишь Генриху Льву удалось стать признанным герцогом Саксонии.
После свержения Генриха Льва в 1180 г., в котором решающую роль сыграл архиепископ Кёльна Филипп I фон Хайнсберг, священнослужитель получил титул герцога Вестфалии и Ангрии посредством Гельнхаузенского акта, став правителем западной части исходного племенного герцогства Саксония. Однако новый титул не усилил напрямую власть архиепископства в Вестфалии, так как документ не определял границ герцогства и не регулировал права, полномочия или юрисдикцию. Среди прав были сбор и командование воинским контингентом, строительство замков, контроль над юрисдикцией судов и обязанность поддерживать земский мир. Однако, после усиления территориальные правителей имперскими законами 1220 и 1231 годов, эти права стали в основном красивыми словами, хотя надзор над судами стал особенно важным в эпоху позднего средневековья.
Большим преимуществом архиепископов Кёльна было их единоличное право как герцогов Вестфалии основывать города, что в будущем горячо оспаривалось другими правителями в районе между реками Рейн и Везер. В течение долгого времени архиепископ поддерживал игравший важнейшую роль в регионе торговый город Зост. Другие города зачастую специально создавались архиепископами, особенно в период между 1180 и 1311 годами, со временем их характер как торговых центров уступал оборонительным целям.
Титул герцога пригодился архиепископам Кёльна для расширения влияния в Вестфалии. Архиепископ Энгельберт фон Берг (1216—1225) из-за расширения владений и укрепления власти вступил в конфликт с местными светскими правителями, в 1225 году он был убит группой вестфальской знати во главе со своим племянником графом Фридрихом фон Изенбергом. Хотя у Кельна все ещё были серьёзные соперники, особенно графы Марка и Арнсберга, региональная знать была слишком слаба и раздроблена, чтобы препятствовать дальнейшему расширению власти архиепископства. Изолированный Медебах был закреплен путем основания или укрепления городов Халленберг, Шмалленберг и Винтерберг. В 1248 году с приобретением замка и сеньории Вальденбург близ Аттендорна власть архиепископства консолидировалась на территории нынешнего округа Ольпе. Основание городов продолжилось в Мендене на границе с графством Марк.
При архиепископе Зигфриде фон Вестербурге (пр. 1275—1297) активизировалось сопротивление экспансии княжества-архиепископства, в котором не участвовали только князья-епископы Миндена и Мюнстера. В битве при Воррингене 1288 г. архиепископ был взят в плен, а усилению Кёльна в Вестфалии был положен конец. Швельм и Хаген перешли к графству Марк, замки Вольмарштайн и Раффенберг были разрушены.

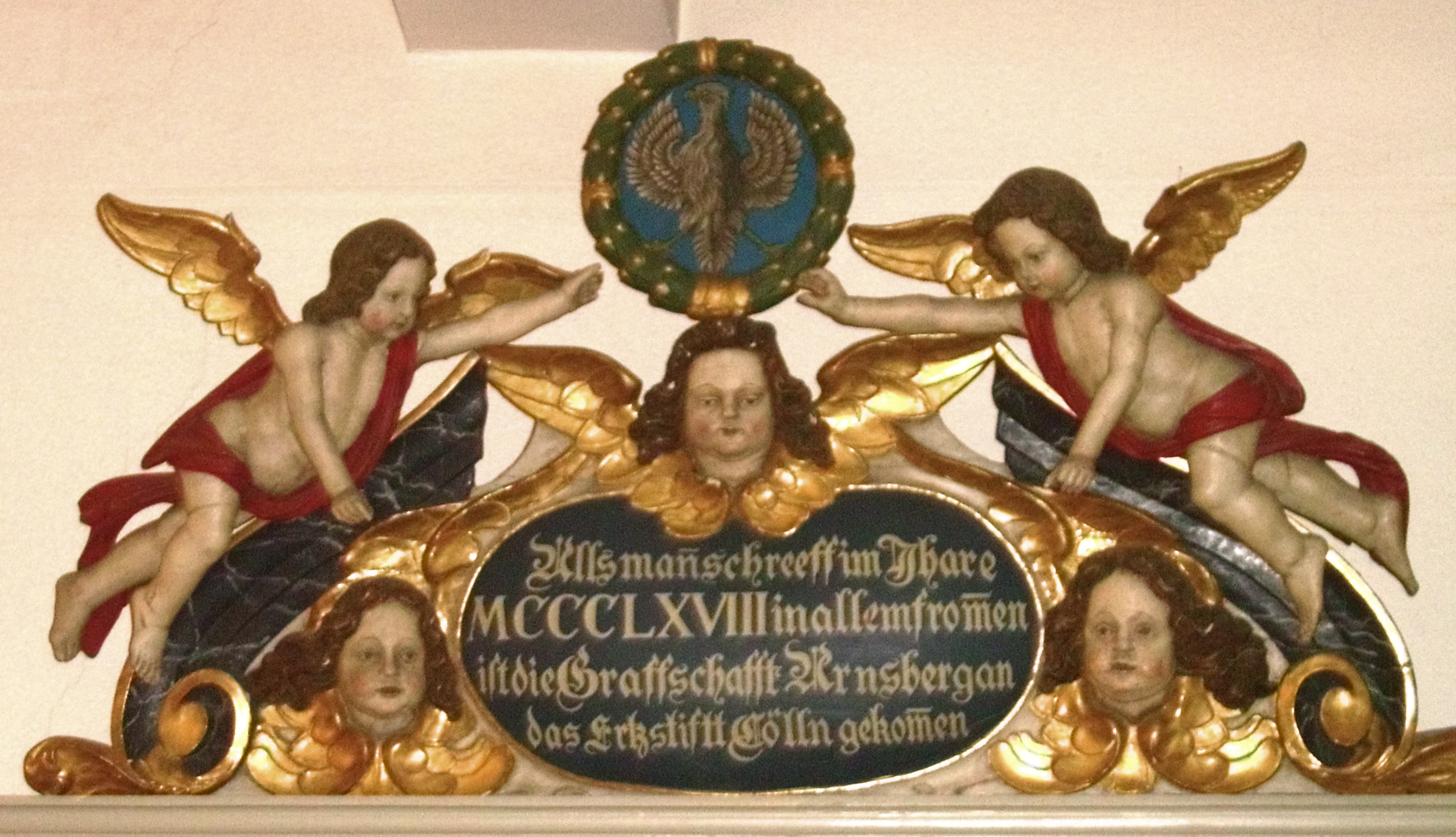
Десюдепорт в память о передаче Арнсберга курфюршеству (Старая ратуша в Арнсберге, XVIII век).

В начале XIV века Кёльнское архиепископство имел обширную, лишь частично примыкающую к Вестфалии территорию:
- амт в Вальденбурге с Аттендорном и Ольпе.
- амт в верхнем Зауэрланде вместе с Медебахом, Винтербергом, Халленбергом и Брилоном.
- амт на севере: Рютен, Белеке, Зост, Варштайн, Верль, Гезеке и Эрвитте.

Когда в последней трети XIV века стало ясно, что граф Готфрид IV Арнсбергский уже не оставит наследников, Кёльн и графство Марк столкнулись в борьбе за наследство. Архиепископ выкупил графство в 1368 году и позволил Готфриду быть единственным светским правителем, которого похоронят в Кёльнском соборе

#### Отношения с сословиями и установление границ
В 1437 году вместе с реформой фемического суда произошёл созыв без ведома курфюрста Дитриха II фон Мёрса совета наследственных земель (нем. Erblandesvereinigung) из 167 рыцарей и 16 городов для защиты сословных прав и привилегий и обязывающий правителя согласовывать военные, политические и финансовые решения. Через год Дитриху удалось распустить это объединение раздачей привилегий, но полного примирения с сословиями уже не было.

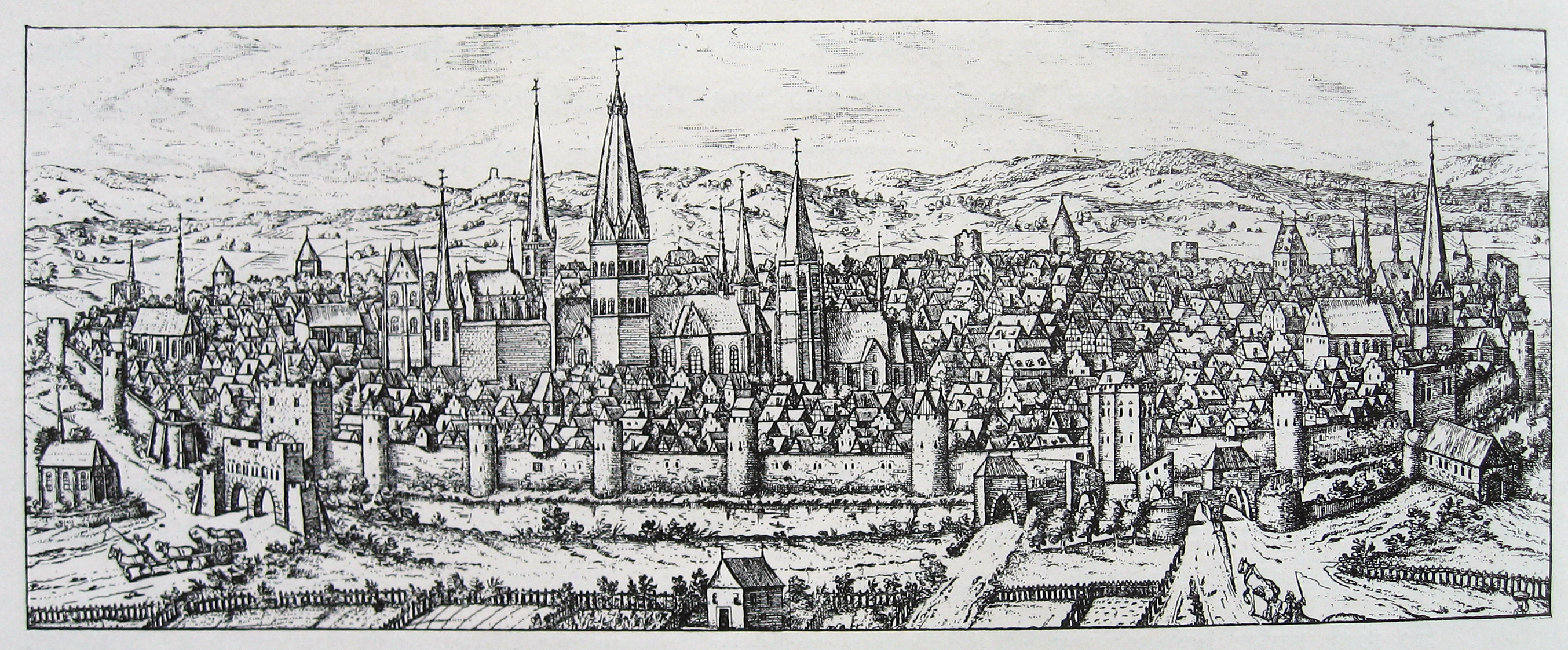
Город Зост был экономическим центром Кельна-Вестфалии. Его утрата имела долгосрочные негативные последствия для экономики герцогства и самого Зоста.

В 1444 году важный ганзейский город Зост перестал признавать сюзеренитет кельнского архиепископа и подчинился герцогу Клеве и графу Марка Иоганну I. В последующей войне Кёльну пришлось признать утрату важного города, хотя курфюршество захватило амты вокруг Фредебурга и Бильштайна. На этом территориальная экспансия курфюршества фактически завершилась.
После окончания активной внешнеполитической деятельности, курфюршество также был ослабленно и внутренне. В 1463 году были созваны новый совет наследственных земель для Вестфальского герцогства и ещё один для владений Фест-Рекклингхаузена с участием курфюрста, кафедрального капитула и сословиями. Положение договора предусматривало, что вновь избранный архиепископ мог рассчитывать на присягу со стороны сословий только при соблюдении определённых условий.
После того как архиепископ Рупрехт Пфальцский вступил в конфликт с советом, началась диоцезная война. Так как архиепископа частично поддерживали в Вестфальском герцогстве, война распространилась и на эту территорию.
Архиепископы несколько раз пытались финансировать свою политику, закладывая в залог отдельные части государства. Рыцарство и города объединились для борьбы с угрозой раздробления и распада, вынудив курфюрстов без их согласия более ничего не закладывать. В последующем архиепископам пришлось давать присягу совету наследственных земель после вступления в должность. Помимо определения полномочий государей и сословий, наследственное земельное объединение 1463 г. завершило конституционное объединение владений маршальства Вестфалия, графства Арнсберг и Вальденбургской канцелярии.

### Раннее Новое время

#### Реформация
Лишь сравнительно поздно Реформация начала оказывать влияние на Вестфальское герцогство. Лишь в свободном графстве Дюдингхаузен, находившемся под сильным влиянием Вальдека, Реформация смогла закрепиться на длительный период времени. В амте и городе Марбург были отдельные пасторы, обратившиеся к новой вере.
Опасность для католичества дважды исходила от архиепископов. Обращение курфюрста и архиепископа Германа фон Вида в протестантскую веру и его попытка установить протестантскую церковную систему в архиепископстве и Вестфальском герцогстве вызвали разнородную реакцию: Кёльнская реформация прошла весьма успешно в городах Брилон, Гезеке и особенно в Верле, тогда как в Арнсберге она встретила решительное сопротивление со стороны монастыря Ведингхаузен. В конечном итоге поражение протестантов в Шмалькальденской войне и отставка Германа в 1547 году помешали возможной победе новой веры в регионе. В некоторых местах протестантам удалось какое-то время продолжать свою деятельность: в 1564 году в Гезеке протестантские проповедники все ещё были как в церкви аббатства, так и в кафедральном капитуле; в Марсберге следы протестантизма сохранились и в XVII веке.
Во времена Германа фон Вида также предпринимались различные попытки реформ: постановление о горном деле 1533 года, реформа светских и тайных судов в 1537 и 1538 году. Кроме того, существовали полицейские постановления и трансграничные соглашения по борьбе с бродягами. Казначейство и налоговый регистр были созданы в 1567 году. При Залентине фон Изенбурге начались первые попытки обеспечить исполнение решений Трентского собора, также он развивал школьную систему.
В 1582 году архиепископ Гебгард Трухсес фон Вальдбург-Траухбург обратился в протестантизм, пследовавшая за этим Кёльнская война почти не привлекла участия протестантских князей, но он нашел поддержку у части местной знати, а также ряда городов (Брилон, Гезеке, Марсберг, Фолькмарзен, Медебах, Винтерберг и Халленберг). Первоначально Вальдбург-Траухбург имел своей базой Вестфальское герцогство, но был изгнан в ходе короткой кампании в начале 1584 года.

### Экспансия (1180—1445)

Центральная часть Священной Римской империи в 1400 году.

В 1220 году архиепископ Энгельберт I начал объединение разрозненных церковных владений и подчинение местного дворянства. Ему удалось соединить земли герцогства, аннексировав территорию от Хеллвега до реки Димель, в 1222 году был захвачен юг Зауэрланда и город Аттендорн. 7 ноября 1225 года архиепископ был убит своим двоюродным братом Фридихом фон Изенбергом, что на время приостановила экспансию духовного княжества.
В 1260 году было заключено соглашение с герцогами Брауншвейг-Люнебурга, по которому река Везер стала официальной границей раздела их сфер влияния. В 1277 году архиепископству удалось одолеть коалицию из вестфальских и нижнерейнских правителей, но к 1288 году пришлось оставить планы по расширению владений герцогства. Покупка и захват Верль-Арнсберга в 1368 году позволила объединить северные и южные территории Зауэрланда.
Архиепископ Фридрих III в 1392 году был вынужден отказаться от претензий на графство Марк, его преемник Дитрих II в последний раз попытался сделать духовное княжество главной силой Вестфалии в противовес герцогству Клеве и графству Марк. С 1444 по 1449 год архиепископство осаждало богатейший город Зост, который в итоге вошёл в состав герцогства Клеве. Утрата города герцогством обострялась из-за его плодородных окрестностей и нехватки зерна для южных горных районов. После этого город Арнсберг стал административным центром Вестфалии.